# Roberto Premier
Roberto Premier (Spresiano, 25 gennaio 1958) è un ex cestista e allenatore di pallacanestro italiano.

## Biografia
È sposato con Laura, dalla quale ha avuto due figli. Vive a Gorizia.

## Caratteristiche tecniche
Attivo tra la fine degli anni settanta e l'inizio dei novanta, è stato una guardia tiratrice con un ottimo tiro da tre punti. Si caratterizzava per una forte aggressività in campo, che gli permetteva, soprattutto nelle fasi calde della gara, di entrare in trance agonistica, grazie alla quale si esaltava e, letteralmente, si superava. Per questa sua caratteristica venne soprannominato da tutti l'Ariete di Spresiano.

## Carriera

### Club

Premier prova un tiro da tre punti per l'Olimpia Milano nel 1989

Premier muove i suoi primi passi, in senso cestistico, in campetti del trevigiano. Nel 1978 il suo debutto in Serie A con la Pallacanestro Gorizia all'epoca targata Pagnossin. Nel 1981 passa all'Olimpia Milano, con la quale resterà per otto anni, vincendo cinque scudetti, due Coppe dei Campioni, una Coppa Intercontinentale e una Coppa Korać.
Nel 1989 passa al Messaggero Roma di Raul Gardini e Carlo Sama, all'epoca squadra molto ambiziosa, dove però vince solamente una Coppa Korać nel 1992. Emblematici sono stati quegli anni romani dove, nella squadra miliardaria costruita dai Ferruzzi con Dino Rađa e l'ex Lakers Michael Cooper, lui fu capitano e vero trascinatore. Dopo l'esperienza romana, nei suoi ultimi anni di carriera gioca con squadre di Serie A/2 e B.
Nel 1996-97 è stato capocannoniere della Serie B d'Eccellenza con la maglia della Nuova Pallacanestro Vigevano, totalizzando una media di 23,3 punti.

### Nazionale
Ha vestito la maglia della nazionale italiana per 80 volte, segnando 369 punti
In canotta azzurra ha partecipato a vari eventi internazionali di rilievo tra cui il torneo olimpico di Los Angeles 1984, l'europeo 1985, dove ha vinto la medaglia di bronzo, il Campionato mondiale 1986 in Spagna e l'europeo 1991; in quest'ultimo torneo, in particolare, con la sua trance agonistica – si ricorda il suo canestro al PalaEur, da notevole distanza, nelle fasi finali della gara inaugurale vinta contro la Grecia – ha trascinato la squadra azzurra alla medaglia d'argento.

## Palmarès

### Club
- Coppa Intercontinentale: 1

Olimpia Milano: 1987
- Coppa dei Campioni: 2

Olimpia Milano: 1986-87, 1987-88
- Coppa Korać: 2

Olimpia Milano: 1984-85
Virtus Roma: 1991-92
- Campionato italiano: 5

Olimpia Milano: 1981-82, 1984-85, 1985-86, 1986-87, 1988-89
- Coppa Italia: 2

Olimpia Milano: 1986, 1986-87

### Nazionale
- Europei

 Roma 1991
 Stoccarda 1985